# WXV 2023
Navigation
2024
Le WXV 2023 est la première édition de la WXV, compétition internationale féminine de rugby à XV créée en mars 2021 par World Rugby. Elle se déroule du 13 octobre au 4 novembre en trois poules de niveaux décroissants. L'équipe d'Angleterre remporte la compétition dans la poule élite. Celle d’Écosse triomphe dans le deuxième groupe et celle d'Irlande dans le troisième.

## Format
La compétition est divisée en trois niveaux hiérarchiques fonctionnant sur le même format : six équipes réparties en deux poules. Les équipes de chaque poule affrontent celles de l'autre poule sur un match sec.
En WXV 1, il n'y a pas de promotion/relégation. La compétition est disputée en Nouvelle-Zélande, à Wellington, Dunedin et Auckland.
Le WXV 2 est joué en Afrique du Sud, à Stellenbosch et au Cap. L'équipe qui finit sixième est reléguée en WXV 3.
Le WXV 3 est organisé aux Émirats arabes unis, à Dubaï. L'équipe qui remporte le WXV 3 est promue en WXV 2. L'équipe qui termine à dernière place dispute un barrage de relégation contre la nation non qualifiée la mieux classée selon les critères de World Rugby.

## Qualifications
Participent au WXV 1 :
- les trois équipes les mieux classées du Tournoi des Six Nations 2023 ;
- les trois équipes les mieux classées des Pacific Four Series 2023.

Participent au WXV 2 :
- le 4e du Tournoi des Six Nations 2023,
- le pays vainqueur du barrage entre le 5e du Tournoi des Six Nations 2023 et le champion d'Europe 2023 ;
- le champion d'Afrique 2023 ;
- le champion d'Asie 2023 ;
- le champion d'Océanie 2023.

Participent au WXV 3 :
- le 6e du Tournoi des Six Nations 2023 ;
- le perdant du barrage entre le 5e du Tournoi des Six Nations 2023 et le champion d'Europe 2023 ;
- le vice-champion d'Asie 2023 ;
- le vice-champion d'Afrique 2023 ;
- le vice-champion d'Océanie 2023 ;
- le champion d'Amérique du Sud 2023.

## Liste des équipes en compétition

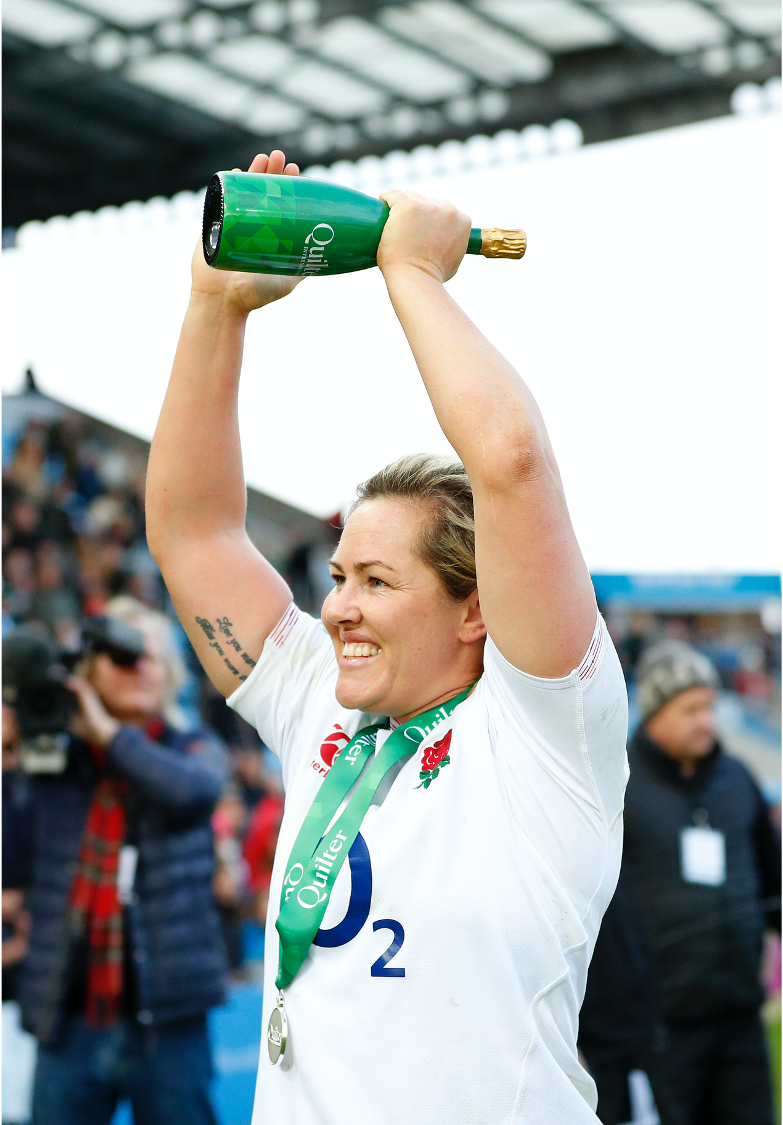
A l'issue de la compétition, l'anglaise Marlie Packer est élue « personnalité féminine de l'année 2023 » par World Rugby.

WXV 1
- Angleterre
- Australie
- Canada
- France
- Pays de Galles
- Nouvelle-Zélande

WXV 2
- Afrique du Sud
- Écosse
- États-Unis
- Italie
- Japon
- Samoa

WXV 3
- Colombie
- Espagne
- Fidji
- Irlande
- Kazakhstan
- Kenya

## Matchs de qualification
| 5 juillet 2023 | Colombie | 24 - 23 (21 - 8) | Brésil | Estadio Cincuentenario, Medellin Arbitre : Federico Solari |
| 5 juillet 2023 | Rapport  |                  |        | Estadio Cincuentenario, Medellin Arbitre : Federico Solari |
| 5 juillet 2023 |          |                  |        | Estadio Cincuentenario, Medellin Arbitre : Federico Solari |

| 9 juillet 2023 | Brésil  | 19 - 30 (5 - 11) | Colombie | Estadio Cincuentenario, Medellin |
| 9 juillet 2023 | Rapport |                  |          | Estadio Cincuentenario, Medellin |
| 9 juillet 2023 |         |                  |          | Estadio Cincuentenario, Medellin |

| 22 juillet 2023 | Italie  | 23 - 0 (13 - 0) | Espagne | Stade Walter Beltrametti, Piacenza Arbitre : Aimee Barrett-Theron |
| 22 juillet 2023 | Rapport |                 |         | Stade Walter Beltrametti, Piacenza Arbitre : Aimee Barrett-Theron |
| 22 juillet 2023 |         |                 |         | Stade Walter Beltrametti, Piacenza Arbitre : Aimee Barrett-Theron |

## Classements et résultats

### WXV 1
| Rang | Pays             | J | V | N | D | Bo | Bd | Pm  | Pe  | Diff | Pts |
| ---- | ---------------- | - | - | - | - | -- | -- | --- | --- | ---- | --- |
| 1    | Angleterre       | 3 | 3 | 0 | 0 | 3  | 0  | 120 | 31  | +89  | 15  |
| 2    | Canada           | 3 | 2 | 0 | 1 | 2  | 0  | 83  | 87  | -4   | 10  |
| 3    | Australie        | 3 | 2 | 0 | 1 | 2  | 0  | 61  | 81  | -20  | 10  |
| 4    | Nouvelle-Zélande | 3 | 1 | 0 | 2 | 1  | 1  | 99  | 58  | +41  | 6   |
| 5    | France           | 3 | 1 | 0 | 2 | 0  | 0  | 58  | 75  | -17  | 4   |
| 6    | Pays de Galles   | 3 | 0 | 0 | 3 | 0  | 1  | 48  | 137 | -89  | 1   |

### WXV 2
| Rang | Pays           | J | V | N | D | Bo | Bd | Pm | Pe  | Diff | Pts |
| ---- | -------------- | - | - | - | - | -- | -- | -- | --- | ---- | --- |
| 1    | Écosse         | 3 | 3 | 0 | 0 | 3  | 0  | 93 | 38  | +55  | 15  |
| 2    | Italie         | 3 | 3 | 0 | 0 | 3  | 0  | 94 | 41  | +53  | 15  |
| 3    | Afrique du Sud | 3 | 1 | 0 | 2 | 1  | 0  | 68 | 74  | -6   | 5   |
| 4    | Japon          | 3 | 1 | 0 | 2 | 1  | 0  | 54 | 61  | -7   | 5   |
| 5    | États-Unis     | 3 | 1 | 0 | 2 | 1  | 0  | 58 | 80  | -22  | 5   |
| 6    | Samoa          | 3 | 0 | 0 | 3 | 1  | 0  | 43 | 101 | -58  | 1   |

- Relégation en WXV 3 2024

### WXV 3
| Rang | Pays       | J | V | N | D | Bo | Bd | Pm  | Pe  | Diff | Pts |
| ---- | ---------- | - | - | - | - | -- | -- | --- | --- | ---- | --- |
| 1    | Irlande    | 3 | 3 | 0 | 0 | 2  | 0  | 188 | 16  | +172 | 14  |
| 2    | Fidji      | 3 | 2 | 0 | 1 | 2  | 1  | 204 | 39  | +165 | 11  |
| 3    | Espagne    | 3 | 2 | 0 | 1 | 1  | 1  | 71  | 34  | +37  | 10  |
| 4    | Kenya      | 3 | 1 | 0 | 2 | 0  | 1  | 33  | 55  | -22  | 5   |
| 5    | Kazakhstan | 3 | 1 | 0 | 2 | 0  | 0  | 18  | 239 | -221 | 4   |
| 6    | Colombie   | 3 | 0 | 0 | 3 | 0  | 0  | 21  | 156 | -135 | 0   |

- Promotion en WXV 2 2024
- Barrage de relégation

Le barrage de relégation oppose la Colombie aux Pays-Bas. Le match est programmé le 28 mars 2024.